# Arnold (firma)
Arnold (Metallspielwarenfabrik K. Arnold GmbH & Co) byl německý výrobce plechových hraček a později modelové železnice se skoro stoletou tradicí.
Podnik byl 4. října 1906 založen Karlem Arnoldem v Norimberku. Zpočátku vyráběl hlavně plechové hračky. Během 2. světové války byly zničeny všechny norimberské výrobní závody. Podniku zůstal jen pobočný závod v Mühlhausenu v Oberpfalzu, v kterém se po skončení války výroba obnovila.
Pozvolným poklesem odbytu plechových hraček, přešel podnik koncem 50. let na výrobu modelové železnice. V roce 1960 byly na norimberském veletrhu hraček prvně představeny modely s rozchodem kolejí 9 mm v měřítku 1:200 pod označením „Arnold Rapido 200“. Tím Arnold zakládá novou velikost velikost N označenou podle rozchodu kolejí – „neun“ (devět). Od roku 1962 byly modely „Arnold Rapido“ již zhotovovány v měřítku 1:160, které bylo v roce 1964 ustanoveno v mezinárodní normě NEM 010 pro měřítko N.
Po mnoha úspěšných letech musel Arnold roku 1995 vyhlásit platební neschopnost. Roku 1997 byl podnik převzat italskou společností Rivarossi. V roce 2001 byla výroba v Mühlhausenu zastavena, a formy pro výrobu modelů převzal závod v Itálii. Také i Rivarossi, která již převzala výrobu dalších značek jako Jouef i Lima, musela vyhlásit roku 2003 platební neschopnost. Společnost získala roku 2004 anglická společnost Hornby, která pokračovala ve výrobním programu. Hornby Railways přesunula výrobu do Číny, a od roku 2006 jsou opět modely pod původní značkou Arnold, společně s původními výrobky Jouef, Lima a Rivarossi, nabízeny pod označením Hornby International.
Arnold vyráběl téměř výhradně modely ve velikosti N. V 90. letech rozšířil nabídku o model ve velikosti TT v několika variantách.
Vedle kolejí vyráběl Arnold v omezeném množství také příslušenství v měřítku 1:160. Jednalo se především o stavby a silniční vozidla.